# Les Pièges du désir
Les Pièges du désir (Compromising Situations) est une série télévisée américaine en 23 épisodes de 26 minutes produite par James Glenn Dudelson, diffusée à partir du 12 janvier 1994 sur Showtime.
En France, la série a été diffusée à partir du 3 avril 2003 sur RTL9, puis sur NT1.

## Synopsis
Anthologie d'histoires où des personnes s'abandonnent à leurs fantasmes et se retrouvent dans des situations souvent imprévues et très chaudes.

## Distribution
- Robert Ray
- Robert McRay
- Cyndi Freeman
- Nina Cardova
- J.T. Maguire
- Stacy Foreman
- Robert Vitelli
- Scott Dolezal
- Marc Revivo
- Barry Harvey
- Gloria Lusiak
- Bunny Gibson
- Chantel King
- Jeffrey Pakosta
- Beatrice Baldwin
- Miki O'Brien
- Shari Eckert
- Jennifer Crain
- Jack Adams
- Gabbriella Gillithe
- Stephanie Hudson
- Robert Harvey
- Allison Swartz
- Daniel Douglas Anderson
- Jennie Olsberg
- Diana Cuevas
- Lori Morrissey
- Tammy Parks
- Kim Fleming
- April Sallie
- Janet Stevens
- Mark Brown
- Tom Carroll
- Joseph Charles
- Yvette McClendon
- Lee Richardson
- Jack Turturici
- Roberta West
- Roberta Bradley
- Susan Dossetter

## Fiche technique
- Réalisateurs : James Glenn Dudelson, Ana Clavell, Scott Blair et Tom Fries
- Scripteurs : Robert Ray, James Glenn Dudelson, Dan Miller, William 'Jamaal' Fort, Ana Clavell, Tim Lennane, Sprague Theobald

## Épisodes

### Première saison (1994)
1. La Surprise (The Surprise)
2. Passé troublant (The Train)
3. Audition canapé (The Casting Couch)
4. Le Maître (The Master)
5. Titre français inconnu (First Time Caller)
6. Titre français inconnu (Reunion 76)

### Deuxième saison (1995)
1. La Muse (Inspiration)
2. Titre français inconnu (Love Suit)
3. Titre français inconnu (Real Woman)
4. Titre français inconnu (Vegas)
5. Lettres perdues (Lost Letters)
6. L'Ascenseur (The Elevator)
7. Titre français inconnu (Jim and Jane)
8. Sex and Blues (Singin' the Blues)
9. Retour aux sources (Reunited)
10. Titre français inconnu (The Shelter)
11. Franchir le pas (The Ring)

### Troisième saison (1996)
1. Titre français inconnu (Centerfold)
2. Illusions (Disguise)
3. Réalité virtuelle (Alpha 26X)
4. Scénario imbroglio (Missing Pages)
5. Rencontre sur le net (Singles On-Line)
6. Titre français inconnu (Private Dancer)

### Quatrième saison 4 (1997)
1. Dernière danse (Last Call)
2. Titre français inconnu (Single Love Missy)
3. Le Chant du cygne (Swan Song)
4. Titre français inconnu (Tarot Reader)
5. Titre français inconnu (That's Hollywood)
6. Titre français inconnu (Thrill Seekers)